# Andrés Vesalio
Andrés Vesalio (Bruselas, antiguos Países Bajos de los Habsburgo, gobernados por el rey de España, y actual Bélgica, 31 de diciembre de 1514 - Zante, antiguas islas Jónicas venecianas, actual Grecia, 15 de octubre de 1564) fue un médico originario de la Bruselas española del siglo XVI, célebre por su programa de renovación de la anatomía. 
Sin ser natural de Flandes, su familia tenía raíces flamencas. Fue el autor de uno de los libros más influyentes sobre anatomía humana, De humani corporis fabrica (Sobre la estructura del cuerpo humano).

## Trayectoria
De origen germánico, pero nacido en la Bruselas del Imperio Español, donde su padre era boticario del emperador, estudió en su ciudad natal y en Lovaina, completando luego sus estudios en París y Padua. Enseñó en Padua entre 1537 y 1543. Acompañó a los reyes de España Carlos V y Felipe II en sus campañas como médico particular, con lo que pudo adquirir conocimientos excepcionales de cirugía. Vivió muchos años en España, de ahí su nombre en español.
Su abuelo, Everard van Wesel, fue médico real de Emperador Maximiliano, mientras que su padre, Anders van Wesel, fue boticario de Maximiliano y más tarde valet de chambre de su sucesor, Carlos V. Anders animó a su hijo a continuar con la tradición familiar y lo matriculó en los Hermanos de la Vida Común de Bruselas para que aprendiera griego y latín antes de aprender medicina, según las normas de la época.
En 1528 Vesalio ingresó en la Universidad de Lovaina (Pedagogium Castrense) cursando artes, pero cuando su padre fue nombrado Valet de Chambre en 1533 decidió  seguir la carrera de medicina en la Universidad de París, adonde se trasladó en 1533. Allí estudió las teorías de Galeno bajo los auspicios de Johann Winter von Andernach, Jacques Dubois (Jacobus Sylvius) y Jean Fernel. Fue durante esa época cuando se interesó por la anatomía y a menudo se le encontraba examinando huesos excavados en las morgues del Cementerio de los Santos Inocentes.  Se dice que construyó su primer esqueleto robándolo de una horca.
Vesalio se vio obligado a abandonar . En 1536 debido al inicio de las hostilidades entre el Sacro Imperio Romano Germánico y Francia y regresó a la Universidad de Lovaina. Allí completó sus estudios y se graduó al año siguiente. Su tesis doctoral, Paraphrasis in nonum librum Rhazae medici Arabis clarissimi ad regem Almansorem, de affectuum singularum corporis partium curatione, era un comentario sobre el noveno libro de Al-Razi.
En diciembre de 1537, un día después de su graduación, realizó en Padua su primera disección pública de un cadáver, explicando tanto la composición de los órganos como la técnica utilizada. El Senado veneciano, impresionado, le otorgó inmediatamente la Cátedra de anatomía y cirugía de la Universidad de Padua.
Basó sus estudios anatómicos en la observación directa, con lo que pudo rechazar docenas de errores anatómicos presentes en la obra de Galeno (que diseccionó básicamente monos, aunque no siempre). En ese sentido fue el fundador de la anatomía moderna. Y concretamente se le considera el gran introductor de una antropología positiva en medicina.

## Carrera médica y logros
El día de su graduación le ofrecieron inmediatamente la cátedra de cirugía y anatomía (explicator chirurgiae) en la Universidad de Padua. También fue profesor invitado en la Universidad de Bolonia y en la Universidad de Pisa. Antes de ocupar su puesto en Padua, Vesalio viajó por Italia y ayudó al futuro Papa Pablo IV y a Ignacio de Loyola a curar a los enfermos de lepra. En Venecia conoció al ilustrador Johan van Calcar, alumno de Tiziano. Fue con van Calcar con quien Vesalio publicó su primer texto anatómico, Tabulae Anatomicae Sex, en 1538. Anteriormente estos temas se habían enseñado principalmente a partir de la lectura de textos clásicos, principalmente Galeno, seguida de una disección de animales a cargo de un barbero-cirujano cuyo trabajo era dirigido por el conferenciante.  No se intentó confirmar las afirmaciones de Galeno, que se consideraban irrefutables. Vesalio, por el contrario, utilizaba la disección como principal herramienta de enseñanza, encargándose él mismo del trabajo e instando a los estudiantes a que la realizaran ellos mismos. Consideraba que la observación directa era el único recurso fiable.
Vesalio creó ilustraciones detalladas de anatomía para los estudiantes en forma de seis grandes carteles xilográficos. Al comprobar que algunas de ellas eran muy copiadas, las publicó todas en 1538 bajo el título Tabulae anatomicae sex. A continuación, en 1539, publicó una versión actualizada del manual anatómico de Winter, Institutiones anatomicae.
En 1539 también publicó su Epístola de venesección sobre sangría. Se trataba de un tratamiento popular para casi cualquier enfermedad, pero existía cierto debate sobre de dónde extraer la sangre. El procedimiento griego clásico, defendido por Galeno, consistía en extraer sangre de un lugar cercano al lugar de la enfermedad. Sin embargo, la práctica musulmana y medieval consistía en extraer una cantidad menor de sangre de un lugar distante. El panfleto de Vesalio apoyaba en general la opinión de Galeno, pero con salvedades que rechazaban la infiltración de Galeno.
En Bolonia, Vesalio descubrió que todas las investigaciones de Galeno se limitaban a animales, ya que la tradición de Roma no permitía la disección del cuerpo humano. En su lugar, Galeno había diseccionado macacos de Berbería, a los que consideraba estructuralmente más parecidos al hombre. Aunque Galeno era un examinador cualificado, su investigación produjo muchos errores debido al limitado material anatómico del que disponía. Vesalio contribuyó a la nueva edición de Giunta de las obras recopiladas de Galeno y comenzó a escribir su propio texto anatómico basado en su propia investigación. Hasta que Vesalio señaló la sustitución por Galeno de la anatomía animal por la humana, había pasado desapercibida y había sido durante mucho tiempo la base del estudio de la anatomía humana.
A diferencia de Galeno, Vesalio pudo procurarse un suministro constante de cadáveres humanos para su disección. En 1539, un juez del tribunal penal de Padua se había interesado por el trabajo de Vesalio y había accedido a suministrarle regularmente cadáveres de criminales ejecutados.
Galeno había supuesto que las arterias llevaban la sangre más pura a los órganos superiores, como el cerebro y los pulmones, desde el ventrículo izquierdo del corazón, mientras que las venas llevaban la sangre a los órganos inferiores, como el estómago, desde el ventrículo derecho. Para que esta teoría fuera correcta, se necesitaba algún tipo de abertura que interconectara los ventrículos, y Galeno afirmaba haberla encontrado. Tan primordial era la autoridad de Galeno que, durante 1400 años, una sucesión de anatomistas afirmaron haber encontrado estos orificios, hasta que Vesalio admitió que no podía encontrarlos. No obstante, no se aventuró a rebatir a Galeno sobre la distribución de la sangre, al no poder ofrecer ninguna otra solución, por lo que supuso que se difundía a través del tabique ininterrumpido entre los ventrículos.
Otros ejemplos famosos de cómo Vesalio refutó las afirmaciones de Galeno fueron sus descubrimientos de que el maxilar inferior (mandíbula) estaba compuesto de un solo hueso, y no de dos (lo que Galeno había supuesto basándose en la disección de animales) y de que los humanos carecen de la red maravillosa, una red de vasos sanguíneos en la base del cerebro que se encuentra en las ovejas y otros ungulados.

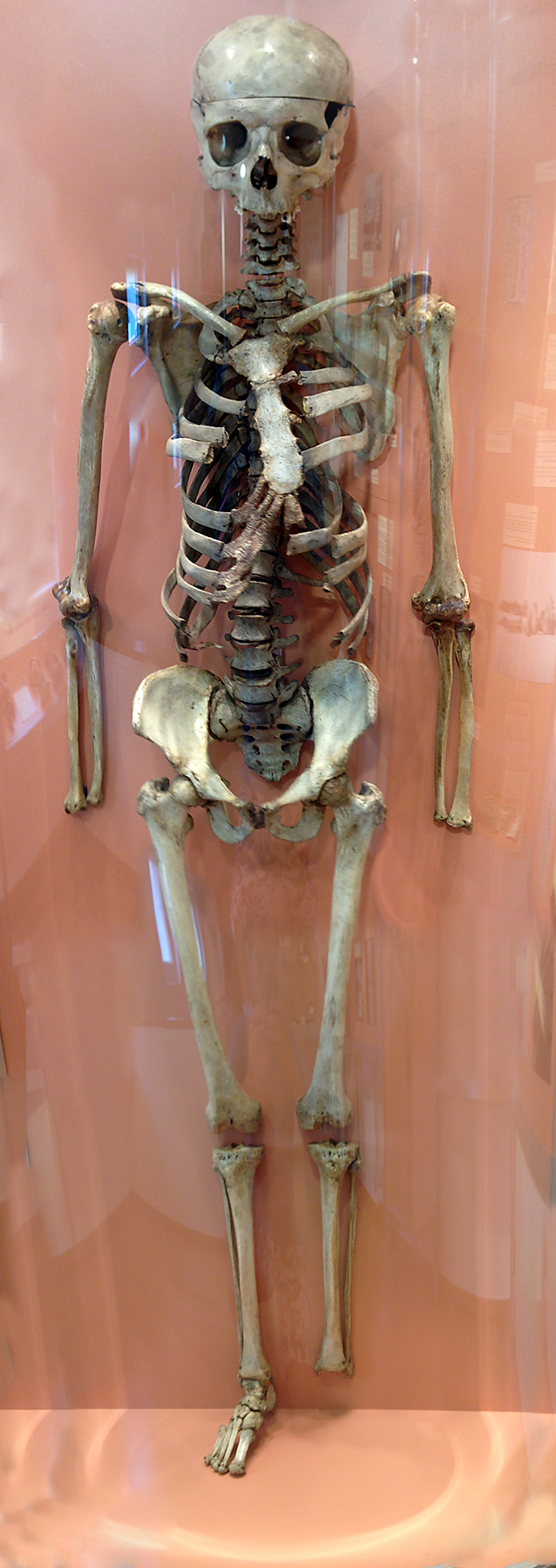
El esqueleto de Jakob Karrer, articulado por Vesalius en 1543

En 1543, Vesalio realizó una disección pública del cuerpo de Jakob Karrer von Gebweiler, un famoso delincuente de la ciudad de Basilea, Suiza. Ensambló y articuló los huesos, donando finalmente el esqueleto a la Universidad de Basilea. Esta preparación ("El esqueleto de Basilea") es la única preparación esquelética bien conservada de Vesalio, y también la preparación anatómica más antigua que se conserva en el mundo. Todavía se exhibe en el Museo Anatómico de la Universidad de Basilea.
Ese mismo año, Vesalio se instaló en Basilea para ayudar a Johannes Oporinus a publicar el libro en siete volúmenes De humani corporis fabrica (Sobre la estructura del cuerpo humano), una obra pionera de anatomía humana que dedicó a Carlos V. Muchos creen que fue ilustrada por el alumno de Tiziano, Jan Stephen van Calcar, pero faltan pruebas y es poco probable que un solo artista creara las 273 ilustraciones en un periodo de tiempo tan corto. Casi al mismo tiempo publicó una edición abreviada para estudiantes, Andrea Vesalii suorum de humani corporis fabrica librorum epitome, y la dedicó a Felipe II de España, hijo del Emperador. Esta obra, que en la actualidad se conoce colectivamente como Fábrica de Vesalio, fue pionera en la historia de la edición médica y se considera un paso fundamental en el desarrollo de la medicina científica. Por ello, marca el establecimiento de la anatomía como ciencia descriptiva moderna. 
Aunque la obra de Vesalio no fue la primera de este tipo basada en una disección real, ni siquiera la primera obra de esta época, la calidad de la producción, las láminas altamente detalladas e intrincadas y la probabilidad de que los artistas que la produjeron estuvieran claramente presentes en persona en las disecciones la convirtieron en un clásico instantáneo. Las ediciones piratas estuvieron disponibles casi de inmediato, un hecho que Vesalius reconoció en una nota del impresor que ocurriría. Vesalius tenía 28 años cuando se publicó la primera edición de Fabrica.

## De humani corporis fabrica

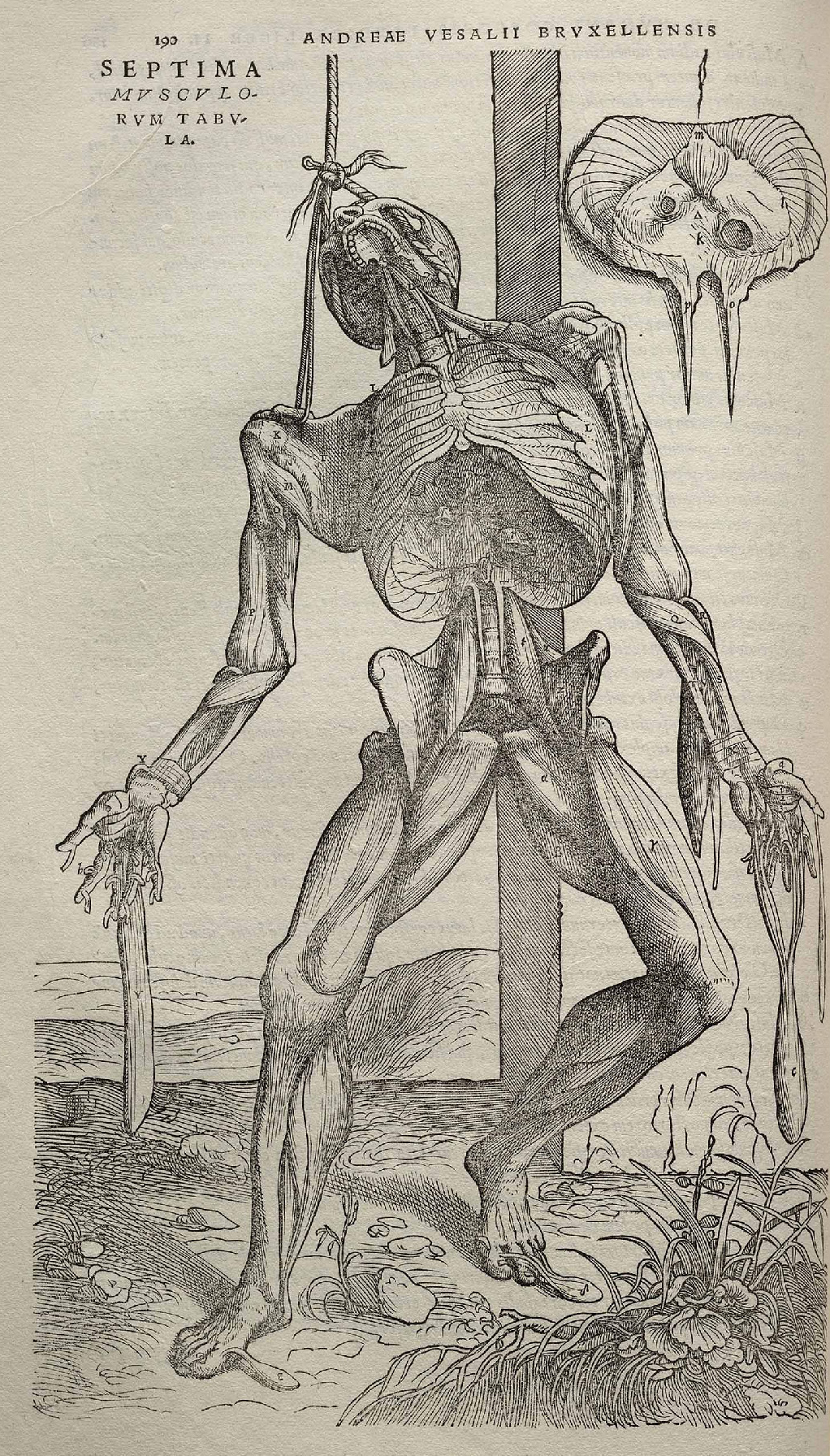
La Fabrica de Vesalio contenía muchos dibujos extremadamente detallados de disecciones humanas, algunos de ellos en posturas alegóricas.

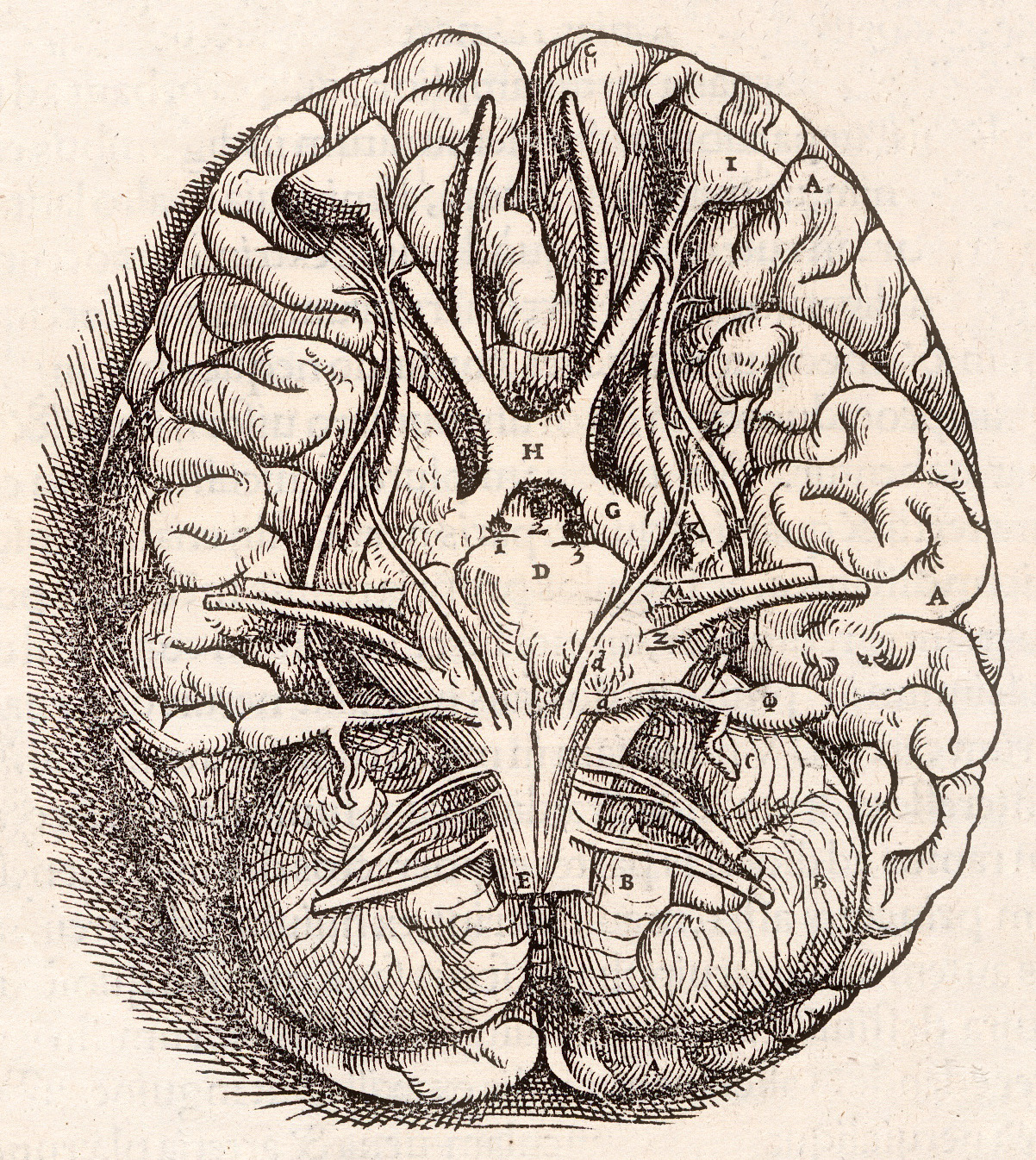
Base del encéfalo, mostrando quiasma óptico, cerebelo, bulbos olfatorios, etc.

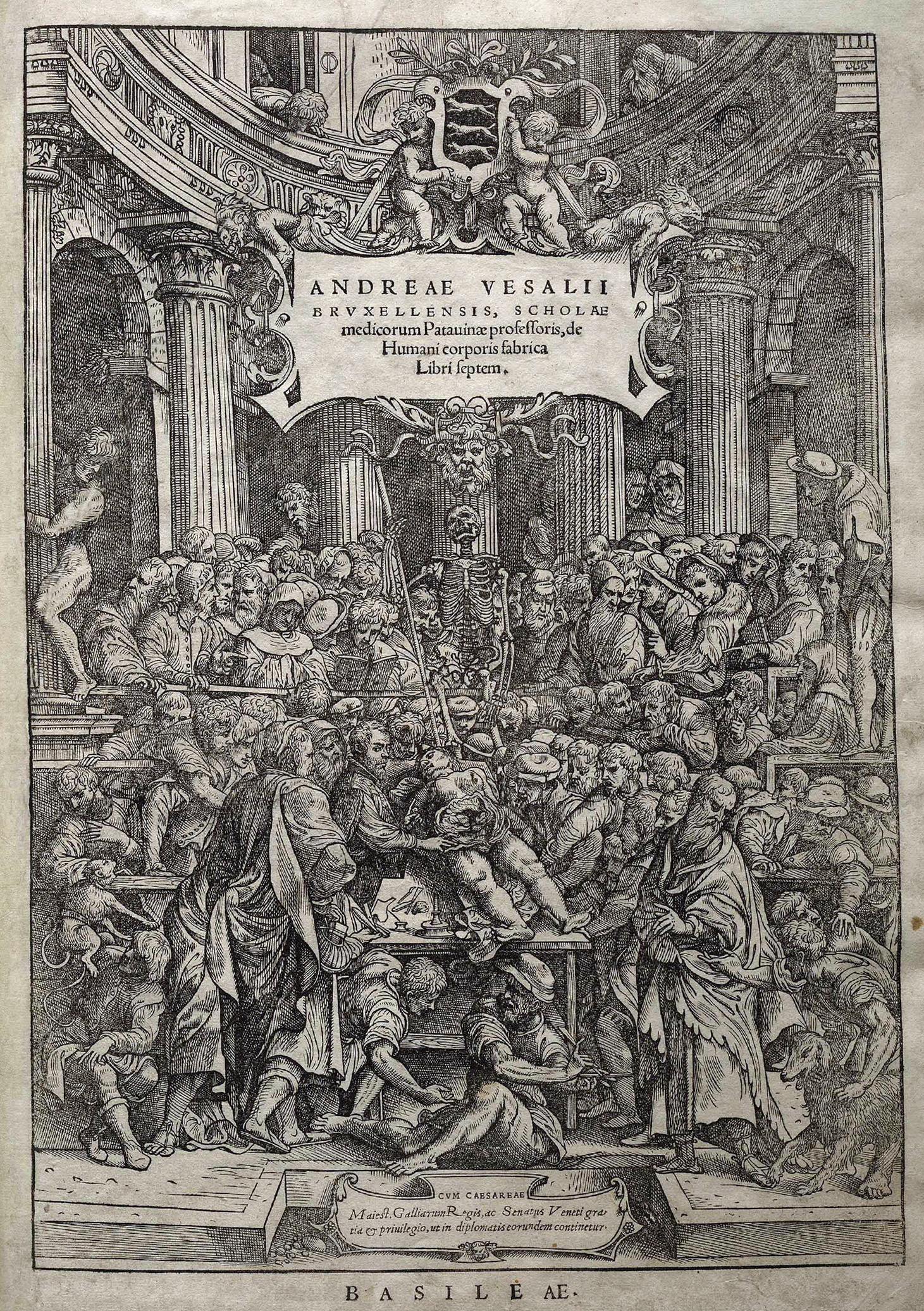
Frontispicio del Fabrica. El título completo es Andreae Vesalii Bruxellensis, scholae medicorum Patauinae professoris, de Humani corporis fabrica Libri septem.

En 1543 (en el año de la gran obra de Copérnico), Vesalio publicó en Basilea su obra en siete volúmenes De humani corporis fabrica (Sobre la estructura del cuerpo humano), una innovadora obra de anatomía humana que dedicó a Carlos V. Aunque la autoría de las ilustraciones no está clara, se considera que es obra de varios autores, algunos procedentes del taller de Tiziano (como Jan Stephen van Calcar), y otros como Domenico Campagnola o incluso el propio Vesalio. Pocas semanas después publicó una edición compendiada, para uso de estudiantes, Andrea Vesalii suorum de humani corporis fabrica librorum epitome, que dedicó al príncipe Felipe, hijo y heredero de Carlos V.
La obra destaca la importancia de la disección y de lo que en adelante se llamó la visión "anatómica" del cuerpo humano. El término que utilizó para titular su libro, "Fabrica", posee connotaciones arquitectónicas. En su descripción parte de los huesos, ligamentos y músculos, que fundamentan la estructura corporal, para pasar a estudiar luego los sistemas conectivos o unitivos (vasos sanguíneos y nervios) y los sistemas que impulsan la vida. De los siete libros de que consta la obra, el primero trata de los huesos y cartílagos; el segundo de los músculos y ligamentos; en el tercero se describen las venas y arterias; en el cuarto los nervios; en el quinto, los aparatos digestivo y reproductor; en el sexto el corazón y los órganos que le auxilian, como los pulmones; el séptimo y último está dedicado al sistema nervioso central y a los órganos de los sentidos. Su modelo anatómico contrasta poderosamente con los vigentes en el pasado.
Además de realizar la primera descripción válida del esfenoides, demostró que el esternón consta de tres partes y el sacro de cinco; y describió cuidadosamente el vestíbulo en el interior del hueso temporal. Verificó las observaciones de Charles Estienne acerca de las válvulas en las venas hepáticas, describió la vena ácigos y descubrió en el feto el canal que comunica la vena umbilical y la vena cava inferior, llamado desde entonces ductus venosus. Describió también  el omento (epiplon) y sus conexiones con el estómago, el bazo y el colon; ofreció las primeras nociones correctas sobre la estructura del píloro; observó el pequeño tamaño del apéndice vermiforme en los hombres; dio las primeras descripciones válidas del mediastino y la pleura y la explicación más correcta de la anatomía del cerebro conocida hasta la fecha. Este libro lo pudo realizar gracias a la ayuda que le prestó un juez proporcionándole cadáveres de asesinos.

## Médico imperial y fallecimiento
Poco después de la publicación, le fue ofrecido el puesto de médico imperial en la corte de Carlos V. Informó al senado de Venecia de que dejaba su puesto en Padua, lo que impulsó al duque Cosme I de Médici a intentar convencerle a que se trasladase a la Universidad de Pisa, oferta que Vesalio declinó. En la corte tuvo problemas en sus relaciones con los otros médicos, que lo consideraban un simple "barbero" por envidia.
Durante los doce años siguientes Vesalio viajó con la corte, tratando heridas de guerra y torneos, realizando operaciones quirúrgicas y autopsias, y escribiendo cartas privadas acerca de cuestiones médicas específicas. Durante esta época escribió también su obra Radicis el Chynae, un texto corto acerca de las propiedades de una planta medicinal, la raíz de China o zarzaparrilla, en el que se defiende además de las acusaciones de los partidarios de Galeno. Recibió numerosos ataques por parte de médicos españoles.
En 1555 publicó una reedición de su obra De humani corporis fabrica. Tras la abdicación de Carlos V, continuó ejerciendo como médico en la corte de Felipe II, quien le recompensó con una pensión vitalicia y el nombramiento de conde palatino. En 1562 le practicó una trepanación al príncipe Carlos.
Al final de su vida, en 1564, decidió hacer una peregrinación a Jerusalén. Se embarcó con la flota veneciana del condottiero Giacomo Malatesta (1530-1600), vía Chipre. Cuando llegó a Jerusalén, recibió un mensaje del senado de Venecia instándole a aceptar su antiguo puesto en la universidad de Padua, que había quedado vacante a la muerte de su amigo y alumno Falopio. Tras luchar durante varios días con vientos adversos en el mar Jónico, su barco debió atracar en la isla de Zante. Allí murió poco después, cuando contaba escasamente cincuenta años.
Durante muchos años se difundió que esa peregrinación a Tierra Santa le fue impuesta por Felipe II para cambiar, así, una condena a la hoguera por la Inquisición, debida a presuntas prácticas dudosas por entonces (al hacer una autopsia de una aristócrata española, Vesalio habría percibido que su corazón latía aún). Hoy se considera mayoritariamente que esta versión carece de fundamentos, por lo que los biógrafos modernos la rechazan, sobre todo desde el cuarto centenario de su gran libro, en 1954. Al parecer esa calumnia la difundió Hubert Languet, que también había servido a Carlos V, pero luego estuvo al servicio de Guillermo de Orange. Con todo, esa anécdota fantasiosa ha circulado hasta tiempos recientes.

## Eponimia
- El cráter lunar Vesalius lleva este nombre en su memoria.[17]
- En la novela escrita por Jordi Llobregat, El Secreto de Vesalio, la trama utiliza como elemento singular la figura de Vesalio y su obra "De humani corporis fabrica"